# Prosena surda
Prosena surda är en tvåvingeart som beskrevs av Charles Howard Curran 1938. Prosena surda ingår i släktet Prosena och familjen parasitflugor. Inga underarter finns listade i Catalogue of Life.